# 毛脉杜鹃
毛脉杜鹃（学名：Rhododendron pubicostatum）为杜鹃花科杜鹃花属下的一个种。

## 扩展阅读
維基物種上的相關：毛脉杜鹃